# Matías Vecino
Matías Vecino Falero (Canelones, 24 augustus 1991) is een Uruguayaans voetballer die doorgaans als offensieve middenvelder speelt. Hij verruilde Internazionale in augustus 2022 transfervrij voor SS Lazio. Vecino debuteerde in 2016 in het Uruguayaans voetbalelftal.

## Clubcarrière
Vecino stroomde in 2010 door vanuit de jeugdopleiding van Central Español. Hiermee speelde hij twee seizoenen in de Primera División. Na 32 wedstrijden vertrok hij naar Nacional, een van de traditionele topclubs in Uruguay. Daar had hij in 2011/12 en bescheiden bijdrage aan het behalen van het 44e kampioenschap van de club. Fiorentina haalde hem in januari 2013 naar Italië. Omdat het papierwerk niet op tijd werd geregeld, moest hij daarna nog een halfjaar wachten voor hij speelgerechtigd was. Vecino debuteerde op 26 september 2013 in de Serie A, als invaller tegen Internazionale.
Vecino voldeed niet meteen aan de verwachtingen. Fiorentina verhuurde hem daarom in januari 2014 voor een halfjaar aan Cagliari en meteen daarna voor een jaar aan Empoli FC. Bij Empoli was hij dat seizoen 36 wedstrijden basisspeler in de Serie A. Na zijn terugkeer speelde hij twee seizoenen in de hoofdmacht van Fiorentina. Daarmee kwam hij in die tijd ook voor het eerst uit in een Europees toernooi, de Europa League.
Vecino verruilde Fiorentina in augustus 2017 voor Internazionale, dat 24 miljoen euro voor hem betaalde. Hiermee werd hij in zijn eerste seizoen vierde. Vecino maakte als gevolg hiervan in september 2018 zijn debuut in de Champions League, tegen Tottenham Hotspur. Hij speelde vijf seizoenen voor Inter, maar was daarin vaak niet zeker van zijn plaats. Zeker niet na het vertrek van coach Luciano Spalletti in mei 2019. Hij begon in zijn eerste jaar nog 25 keer in de basis. Dat werd daarna ieder seizoen minder. In het seizoen 2019/20 stond hij daarnaast ruim zes maanden aan de kant met een knieblessure.
Vecino tekende in augustus 2022 een contract voor drie seizoenen bij SS Lazio, dat hem transfervrij inlijfde.

## Clubstatistieken
| Seizoen | Club            | Competitie       | Competitie | Competitie | Beker | Beker | Internationaal | Internationaal | Totaal | Totaal |
| Seizoen | Club            | Competitie       | Wed.       | Dlp.       | Wed.  | Dlp.  | Wed.           | Dlp.           | Wed.   | Dlp.   |
| ------- | --------------- | ---------------- | ---------- | ---------- | ----- | ----- | -------------- | -------------- | ------ | ------ |
| 2009/10 | Central Español | Primera División | 9          | 0          | 0     | 0     | –              | –              | 9      | 0      |
| 2010/11 | Central Español | Primera División | 23         | 2          | 0     | 0     | –              | –              | 23     | 2      |
| 2011/12 | Nacional        | Primera División | 13         | 3          | 0     | 0     | 2              | 0              | 15     | 3      |
| 2012/13 | Nacional        | Primera División | 5          | 1          | 0     | 0     | 3              | 0              | 8      | 1      |
| 2013/14 | Fiorentina      | Serie A          | 6          | 0          | 1     | 0     | –              | –              | 7      | 0      |
| 2013/14 | → Cagliari      | Serie A          | 9          | 2          | 0     | 0     | –              | –              | 9      | 2      |
| 2014/15 | → Empoli FC     | Serie A          | 36         | 2          | 2     | 0     | –              | –              | 38     | 2      |
| 2015/16 | Fiorentina      | Serie A          | 30         | 2          | 1     | 0     | 7              | 0              | 38     | 2      |
| 2016/17 | Fiorentina      | Serie A          | 31         | 3          | 2     | 0     | 7              | 1              | 40     | 4      |
| 2017/18 | Internazionale  | Serie A          | 29         | 3          | 2     | 0     | –              | –              | 31     | 3      |
| 2018/19 | Internazionale  | Serie A          | 30         | 3          | 1     | 0     | 9              | 2              | 40     | 5      |
| 2019/20 | Internazionale  | Serie A          | 20         | 2          | 1     | 0     | 4              | 1              | 25     | 3      |
| 2020/21 | Internazionale  | Serie A          | 8          | 1          | 0     | 0     | 0              | 0              | 8      | 1      |
| 2021/22 | Internazionale  | Serie A          | 17         | 1          | 2     | 0     | 4              | 0              | 23     | 1      |
| 2022/23 | SS Lazio        | Serie A          | 32         | 2          | 2     | 0     | 6              | 2              | 40     | 4      |
| Totaal  | Totaal          | Totaal           | 298        | 27         | 14    | 0     | 42             | 6              | 354    | 33     |

Bijgewerkt op 16 juli 2023.

## Interlandcarrière
Vecino nam met Uruguay –20 deel aan de Copa America 2011 in Peru en het WK -20 2011 in Colombia. In totaal scoorde hij vier keer voor Uruguay –20. Hij debuteerde op 26 maart 2016 in het Uruguayaans voetbalelftal, in een WK-kwalificatiewedstrijd tegen Brazilië. Bondscoach Óscar Tabárez nam hem drie maanden later ook meteen mee naar de Copa América Centenario.
Vecino maakte ook deel uit van de Uruguayaanse selectie die deelnam aan het WK 2018 in Rusland. Uruguay behaalde drie zeges op rij in groep A, waarna de ploeg van bondscoach Oscar Tabárez in de achtste finales afrekende met regerend Europees kampioen Portugal (2–1) door twee treffers van aanvaller Edinson Cavani. Uruguay verloor vervolgens in de kwartfinale met 2–0 van de latere wereldkampioen Frankrijk. Vecino kwam in alle vijf de duels in actie voor zijn vaderland.
Op de Copa América 2019 deed Vecino alleen mee in de eerste groepswedstrijd. Hij miste de rest van het toernooi vanwege een blessure. Hij maakte op de Copa América 2021 en het WK 2022 weer alle wedstrijden deel uit van de Uruguayaanse ploeg.

## Erelijst
| Competitie                |          |          |          |          |
| Competitie                | Aantal   | Jaren    |          |          |
| Nacional                  | Nacional | Nacional | Nacional | Nacional |
| ------------------------- | -------- | -------- | -------- | -------- |
| Kampioen Primera División | 1x       | 2011/12  |          |          |
| Internazionale            |          |          |          |          |
| Kampioen Serie A          | 1x       | 2020/21  |          |          |
| Coppa Italia              | 1x       | 2021/22  |          |          |
| Supercoppa                | 1x       | 2021     |          |          |

2 Gigot ·
3 Pellegrini ·
4 Patric ·
5 Vecino ·
6 Rovella ·
7 Dele-Bashiru ·
8 Guendouzi ·
9 Pedro ·
10 Zaccagni  ·
11 Castellanos ·
13 Romagnoli ·
14 Noslin ·
18 Isaksen ·
19 Dia ·
20 Tchaouna ·
22 Castrovilli ·
23 Hysaj ·
26 Bašić ·
28 Anderson ·
29 Lazzari ·
30 Tavares ·
34 Gila ·
35 Mandas ·
77 Marušić ·
92 Akpa Akpro ·
94 Provedel ·
Coach: Baroni
1 Muslera ·
2 Giménez ·
3 Godín  ·
4 Varela ·
5 Sánchez ·
6 Bentancur ·
7 Rodríguez ·
8 Nández ·
9 Suárez ·
10 De Arrascaeta ·
11 Stuani ·
12 Campaña ·
13 Silva ·
14 Torreira ·
15 Vecino ·
16 Pereira ·
17 Laxalt ·
18 Gómez ·
19 Coates ·
20 Urretaviscaya ·
21 Cavani ·
22 Cáceres ·
23 Silva ·
Coach: Tabárez
1 Muslera ·
2 Giménez ·
3 Godín  ·
4 Araújo ·
5 Vecino ·
6 Bentancur ·
7 De La Cruz ·
8 Pellistri ·
9 Suárez ·
10 De Arrascaeta ·
11 Núñez ·
12 Sosa ·
13 Varela ·
14 Torreira ·
15 Valverde ·
16 Olivera ·
17 Viña ·
18 Gómez ·
19 Coates ·
20 Torres ·
21 Cavani ·
22 Cáceres ·
23 Rochet ·
24 Canobbio ·
25 Ugarte ·
26 Rodríguez ·
Coach: Alonso